# Cour suprême du Yukon
La Cour suprême du Yukon (Supreme Court of Yukon en anglais) est la cour suprême du territoire du Yukon au Canada. Elle juge les affaires criminelles et civiles ainsi que les appels de la Cour territoriale du Yukon, de la Cour des petites créances du Yukon et d'autres comités quasi-judiciaires. Les appels de la Cour suprême du Yukon sont jugés par la Cour d'appel du Yukon.
La Cour suprême du Yukon est composé de deux juges résidents, de cinq juges des Territoires du Nord-Ouest et du Nunavut ainsi que de 42 juges adjoints provenant d'un peu partout au pays. Les règles des procédures de la Cour suprême du Yukon sont basées sur celles de la Cour suprême de la Colombie-Britannique. La Cour suprême du Yukon siège à Whitehorse.